# Нощен полет (филм)
„Нощен полет“ (на английски: Red Eye) е американски психологически трилър от 2005 г. на режисьора Уес Крейвън, по сценарий на Карл Елсуърт и Дан Фус, и участват Рейчъл Макадамс, Килиън Мърфи, Джейма Мейс и Брайън Кокс. Музиката е композирана от Марко Белтрами. Премиерата на филма е на 19 август 2005 г. и е разпространен от „Дриймуъркс Пикчърс“.